# Rensselaer (Indiana)
Pour les articles homonymes, voir Rensselaer.
La ville de Rensselaer est le siège du comté de Jasper, situé dans l’État de l’Indiana, aux États-Unis. Sa population s’élevait à 5 859 habitants lors du recensement de 2010, estimée à 5 878 habitants en 2017.